# Rebel Inc.
Rebel Inc. è un videogioco che ricopre i generi di azione, strategia e punta e clicca a tema geopolitica, politica economica, guerra, esercito e ribellione uscito il 7 febbraio 2019 in tutto il mondo per Android e iOS - mentre, l'espansione: Rebel Inc: Escalation è uscita per Microsoft Windows e Classic Mac OS ed è stato presentato in anteprima il 15 ottobre del 2019, quest'ultima presenta due nuove regioni assieme ad un personaggio giocabile aggiuntivo.

## Modalità di gioco
Il gioco dispone di una visuale isometrica ed è interamente sviluppato in 3D.
Il giocatore può scegliere tra diverse mappe (7 - incluse le mappe speciali, differenziate da quelle normali - per il momento), a ciascuna delle quali è affidato un tipo di governatore che agisce in maniera a sua volta differente, interagendo coi fondi accumulabili necessari per finanziare spese belliche, supporti ai civili e migliorie al governo.
Prima di iniziare a giocare, il giocatore sceglie il nome dell'operazione di stabilizzazione - composto da due parole (nella versione premium è possibile selezionare un nome a piacimento, digitandolo).
L'obiettivo del gioco è stabilizzare la regione (dipendente dalla mappa originariamente selezionata) al 100%. Tuttavia, quando la reputazione scende sotto 0, l'operazione avviata avrà fallito, in quanto la popolazione del territorio stabilizzato avrà perso fiducia nei confronti dell'operazione. Tale impatto sulla reputazione dipenderà da due fattori principali:
- corruzione: dovuta al governo, è maggiormente in tendenza quando si seleziona l'economista come governatore della regione. Può essere totalmente fermata se, nella sezione: "Governo", si utilizzerà il budget a disposizione per l'anticorruzione, la lotta alla corruzione e la guerra alla corruzione.
- attività degli insorti: individui che si oppongono alla stabilizzazione della regione da parte dell'operazione selezionata dal giocatore. Le loro attività variano dal respingere le unità militari (come forze della coalizione o truppe nazionali), al conquistare una zona della regione, al controllare una zona della regione prima stabilizzata.

Inoltre, il giocatore può giocare al tutorial prima di iniziare a giocare in maniera vera e propria.

### Evoluzione della partita
Per iniziare a giocare, il giocatore deve stabilire il QG in una zona rurale o urbanizzata della regione che intende stabilizzare.
L'intero gioco è - presumibilmente - ambientato dopo lo svolgimento di una sanguinosa guerra fra due Nazioni o civile, in quanto, per vincere la partita, sarà necessario arginare e debellare l'insurrezione - guidata, appunto, da gruppi armati e organizzati di insorti. Questi ultimi saranno la principale difficoltà nell'approccio alla stabilizzazione da parte del giocatore, perché tenteranno di conquistare diverse zone della regione e di strappare zone stabilizzate o in via di stabilizzazione, talvolta accerchiando i possedimenti del giocatore - azzerando totalmente la reputazione e rendendo, quindi, l'operazione prossima alla sconfitta. Tuttavia, con i droni di sorveglianza si potrà setacciare una zona ed, eventualmente, scoprire accampamenti degli insorti, i quali si potranno distruggere quando si sbloccherà il bombardamento aereo (che tuttavia può colpire i civili, riducendo sensibilmente la reputazione).
Gli insorti possono anche ripiegare o avanzare verso zone distinte una volta che il giocatore posiziona unità militari e/o allestisce presidi (i quali possono offrirsi fuoco di supporto a vicenda). Per sconfiggere definitivamente gli insorti è necessario accerchiarli e conquistare ogni zona della regione; tuttavia, la partita sarà vina solo quando il giocatore completerà la stabilizzazione della regione e nel frattempo la reputazione potrebbe calare a causa del governo corrotto.
Il giocatore sceglie di utilizzare il budget a sua disposizione per finanziare beni pubblici, sistemi di giustizia, sistemi politici e scelte di armamenti bellici essenziali per difendersi dal grave effetto dell'insurrezione (le unità militari forniscono fuoco di soppressione o di supporto e possono essere spostate di zona in zona - avranno bisogno di stabilirsi ad ogni spostamento - a differenza dei presidi). Il budget è anche necessario per scegliere tra varie decisioni da assumere a seconda dell'evoluzione della partita; tali decisioni si riferiscono all'approccio al combattimento, ai vantaggi e agli svantaggi della politica o ad eventuali problemi economici - come segnalazioni per carenza di occupazioni lavorative.
Inoltre, prima di iniziare la partita, gli utenti premium possono selezionare un finanziatore (praticamente un potenziamento della partita) che possa agevolare la stabilizzazione - e quindi l'evoluzione della partita a favore del giocatore.

### Governatori e regioni
Nel gioco sono presenti numerosi governatori - 7 in tutto - che amministrano le basi dell'avanzamento dell'operazione nella sua missione di stabilizzare totalmente il territorio selezionato.
I ruoli dei governatori ed il loro approccio alla stabilizzazione variano a seconda della tipologia di professione svolta: difatti, esistono diverse tipologie di governatori le cui differenze notabili durante il corso della partita sono inerenti a vantaggi e svantaggi ricavati dai fondi (budget investibile) diversamente accumulabili - è il caso del Funzionario, Campi Aurei; dell'Economista, Passo montano; del Bancario, Foresta verde; e del Contrabbandiere, Steppa remota -(diversamente), dall'efficienza delle unità militari (truppe della coalizione e unità nazionali) - è il caso del Generale, Deserto meridionale; del Condottiero, Grotte buie; e del Comandante di carro armato, Dighe azzurre - (diversamente).
La presenza di un determinato governatore dipende dalla mappa selezionata - una mappa è sbloccabile quando si completa a difficoltà: Normale o Brutale quella precedente.

## Accoglienza
| Testata        | Versione | Giudizio |
| -------------- | -------- | -------- |
| Pocket Tactics | iOS      | [ 8 ]    |
| Gamereactor    | iOS      | 9/10     |

Dick Page di Pocket Tactics gli diede cinque stelle su cinque, trovandolo un "sequel spirituale inizialmente ottuso ma alla fine altamente gratificante per uno dei più grandi successi mobile". Mike Holmes di Gamereactor gli assegnò un 9/10, apprezzando la profondità, il coinvolgimento, il grande ritmo, il gameplay molto vario, il tema trattato molto interessante e l'eccellente rapporto qualità-prezzo - ma trovando le strategie vincenti troppo facili da ripiegare.
L. Beaumont di Medium lo considerò un buon gioco di guerra che affrontava bene un argomento complesso, trovando come unico vero elemento limitante il motore di gioco che, a detta del recensore, andava in conflitto con la sua complessità.